# Ni'mah Isma'il Nawwab
Ni’mah Isma’il Nawwab (in arabo نعمة إسماعيل نواب‎?; ...) è una scrittrice saudita.
Poetessa, fotografa, attivista e best seller 2004, riconosciuta a livello internazionale. Nel 2012, si è classificata sesta, tra le "100 donne musulmane leaders più influenti del passato e del presente".
Nata in Malaysia, educata in Arabia Saudita, scrive in inglese. È considerata pioniera della scrittura saudita al femminile, soprannominata "la voce delle donne arabe". Ni'mah è la prima poetessa saudita ad essere stata pubblicata negli Stati Uniti, il suo lavoro pionieristico include un libro storico sulla condizione femminile in Arabia Saudita, primo nel suo genere, pubblicato nel suo paese.
Le sue opere sono state tradotte in molte lingue tra cui giapponese, cinese, portoghese e arabo e pubblicate su riviste internazionali come Newsweek International, The Washington Post; in giapponese su Yomiuri Shimbum e Asian Age; in malese Berita Harian e in arabo su riviste come Arabian Lady, Arab News e Saudi Gazette.
Nel 2006, Ni'mah Nawwab è stata nominata prima "giovane leader globale" saudita dal Young Global Leaders Forum, un'affiliata del World Economic Forum.

## Pubblicazioni
- (EN)  Nawwab, Nimah, Canvas of the Soul: Mystic Poems from the Heartland of Arabia, 120 pagine, Tughra Books, 2012, ISBN 978-1-59784-275-4.
- (EN)  Nawwab, Nimah, The Unfurling, 120 pagines. Selwa Press. 2004, ISBN 978-0970115799.